# Aeroportul Oyem
Aeroportul Oyem (IATA: OYE, ICAO: FOGO) este un aeroport din Oyem, Provincia Woleu-Ntem, Gabon.
Situat la o altitudine de 658 m, aeroportul dispune de o singură pistă.